# Varouville
Varouville is een gemeente in het Franse departement Manche (regio Normandië) en telt 287 inwoners (2005). De plaats maakt deel uit van het arrondissement Cherbourg.

## Geografie
De oppervlakte van Varouville bedraagt 4,2 km², de bevolkingsdichtheid is 68,3 inwoners per km².
De onderstaande kaart toont de ligging van Varouville met de belangrijkste infrastructuur en aangrenzende gemeenten.

## Demografie
Onderstaande figuur toont het verloop van het inwonertal (bron: INSEE-tellingen).

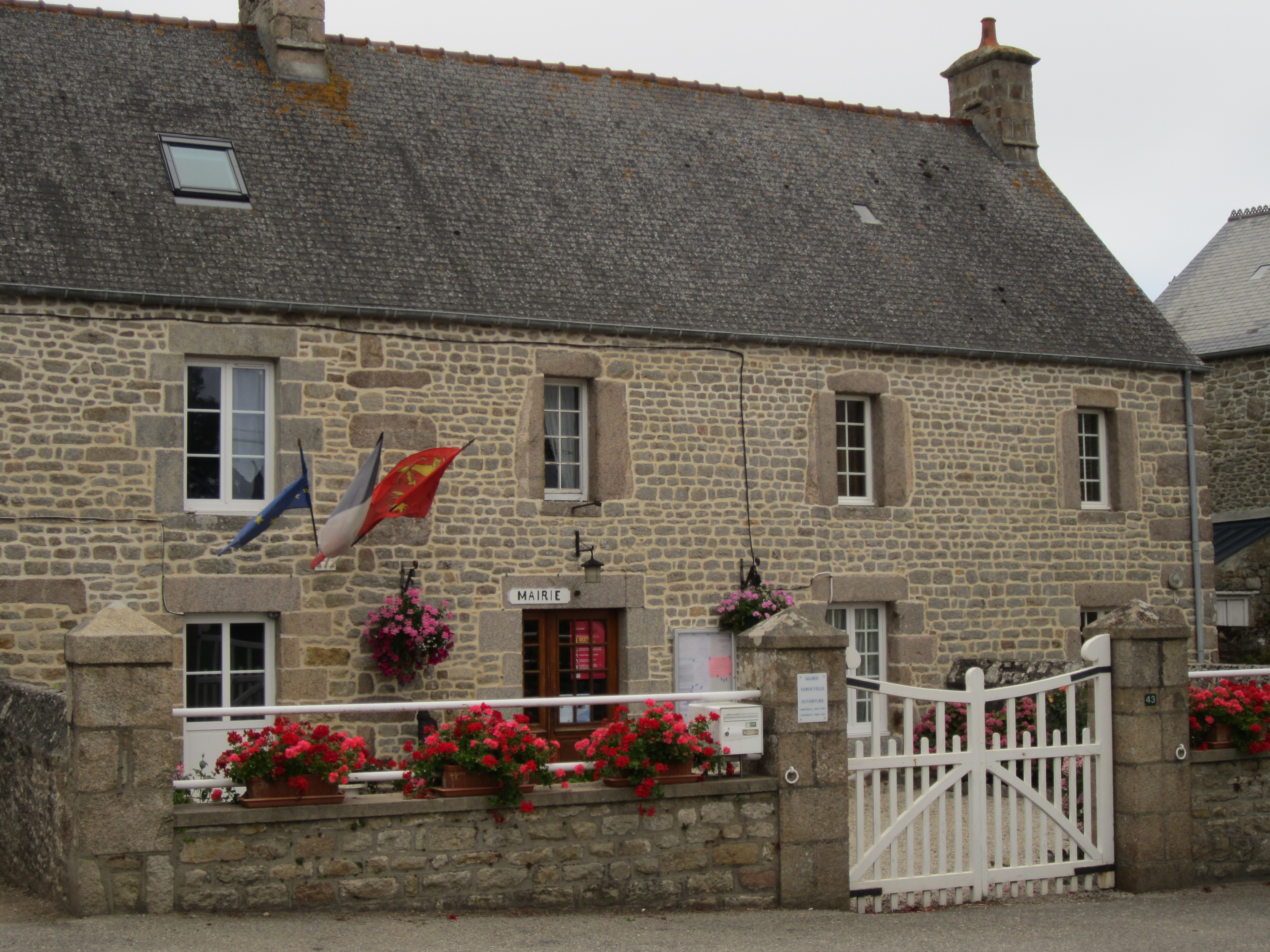
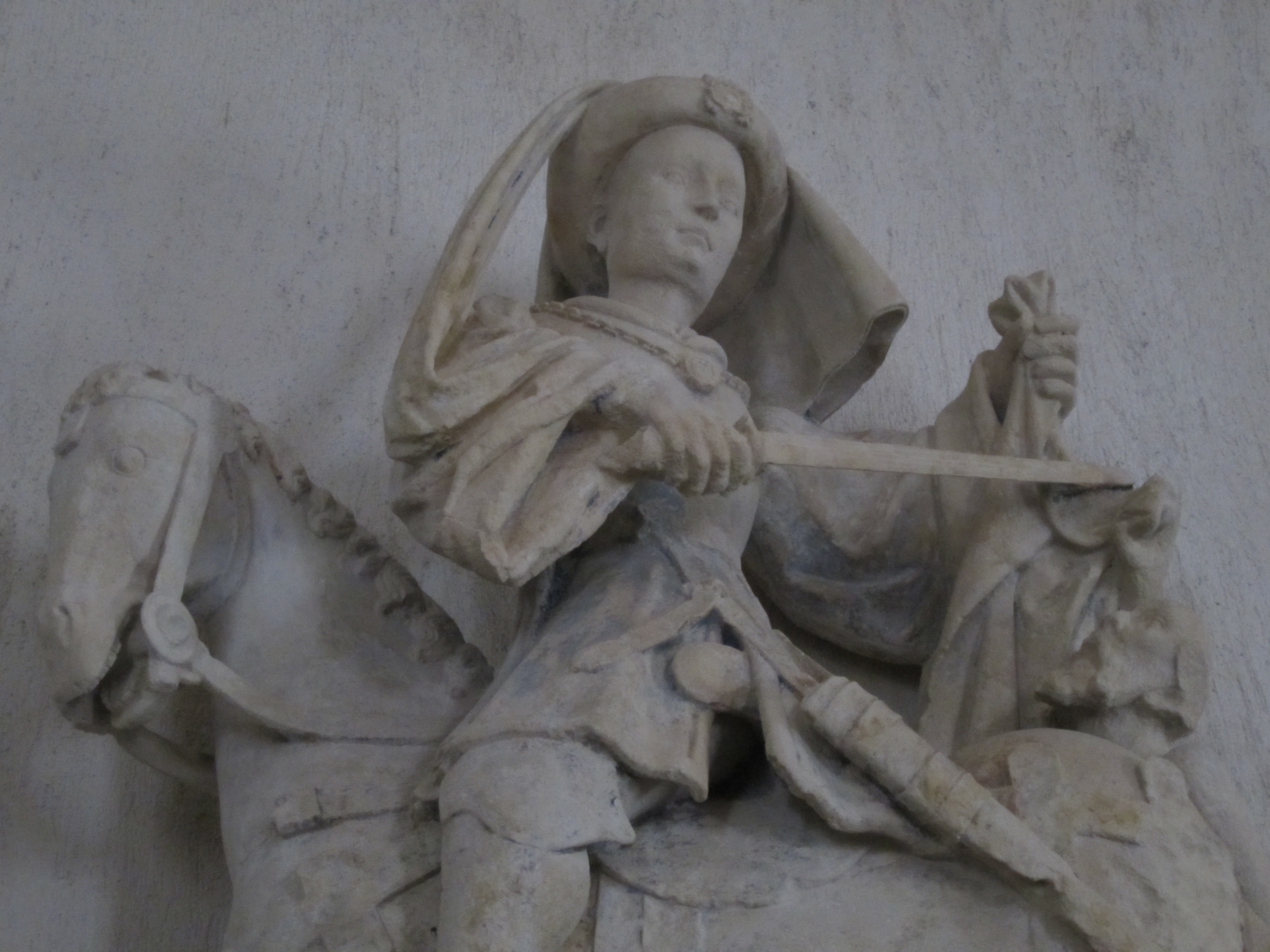
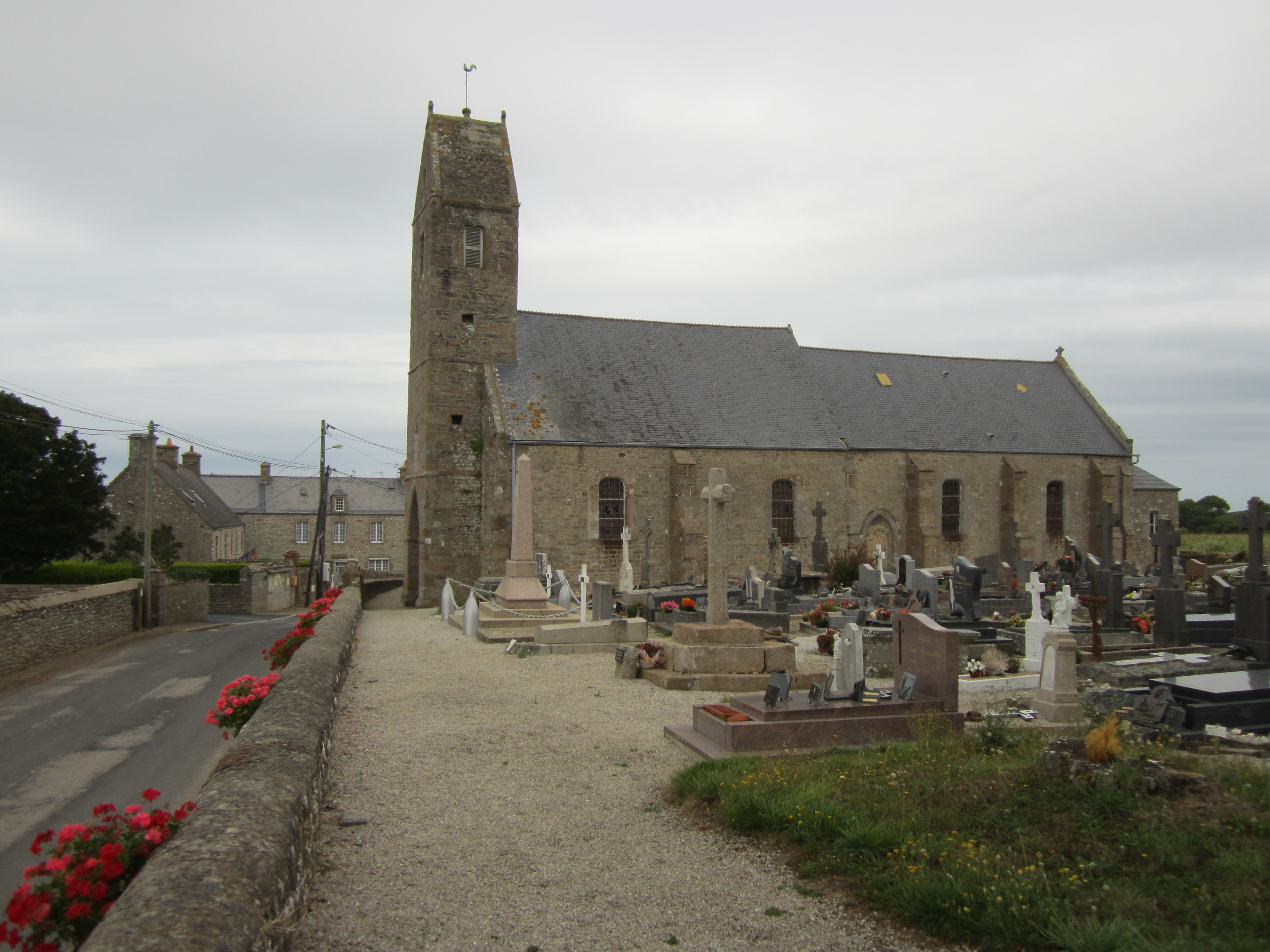

1. ↑  Populations de référence 2022.